# 테크룰즈 렌
테크룰즈 렌(영어: Techrules Ren)은 테크룰즈에서 2018년부터 생산 중인 스포츠카이다.

## 디자인
외부 디자인은 리어 핀과 조종석 같은 캐빈이 포함된 항공우주 공학에서 영감을 받았다.